# Ida Falbe-Hansen

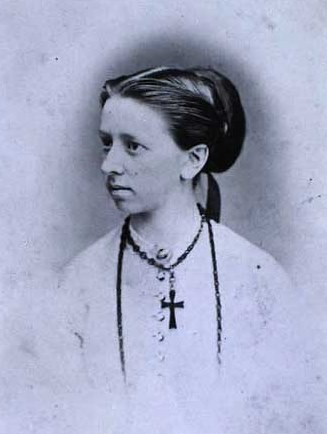
Ida Falbe-Hansen.

Ida Mariette Helene Falbe-Hansen (geborene Hansen; * 19. Februar 1849 in Odense; † 23. September 1922 in Frederiksberg) war eine dänische Lehrerin, Philologin und Frauenrechtlerin. Als Wegbereiterin der Lehre des Schwedischen förderte sie die schwedische Literatur in Dänemark und war darüber hinaus Vorstandsmitglied der Dänischen Frauengesellschaft (Dansk Kvindesamfund) und Vorsitzende des Dänischen Frauenrates (Dansk Kvinderaad).

## Biografie
Hansen wurde 1849 in Odense als Tochter von Johan Jørgen Hansen (1802–76) und Mariette Caroline Emilie Ernestine Basse (1817–83) geboren. Ihre Brüder waren Vigand Andreas Falbe-Hansen (1841–1932) und Abraham Clod-Hansen (1857–1925). Sie besuchte Fräulein Voldborg Jensens Mädchenschule in Odense und bekam anschließend eine Anstellung als Privatlehrerin im Pfarrhof von Ryslinge. 1877 absolvierte sie das Lehrerinnenexamen an der N. Zahles Skole in Kopenhagen und war dort von 1878 bis 1884 als Lehrerin tätig. 1882 schloss sie Sørensens Kursus mit dem Studentenexamen ab. 1884/1885 unterrichtete sie für eine kurze Weile an der Vældegaard Kvindeskole in Gentofte. 1889 kehrte sie zur N. Zahles Skole zurück und unterrichtete dort bis 1899 Schwedisch und Dänisch. 1890 erwarb sie als erste dänische Frau den Magisterabschluss der nordischen Philologie an der Universität Kopenhagen. 1895 unternahm sie eine Studienreise nach London, wo sie unter anderem das British Museum besuchte.
Von 1892 bis 1911 arbeitete Falbe-Hansen außerdem als Inspektorin für Schullehrerexamen, von 1895 bis 1915 als Lehrerin an der Staatlichen Lehrerhochschule (Statens lærerhøjskole) und von 1910 bis 1919 als Vorsitzende von Den danske Pigeskole („Die dänische Mädchenschule“), die sie 1893 mitgegründet hatte. Während dieses Zeitraums war sie auch Vorstandsmitglied der Prüfung der angewandten Wissenschaften sowie ab 1916 Ministeriumsvertreterin.
Darüber hinaus war Falbe-Hansen als Frauenrechtsaktivistin tätig. Seit deren Gründung 1872 war sie Mitglied der Frauenlesevereinigung (Kvindelig Læseforening). Sie war von 1883 bis 1886 Vorstandsmitglied der Dänischen Frauengesellschaft (Dansk Kvindesamfund) sowie der Frauenlesevereinigung von 1889 bis 1896. 1899/1900 und von 1903 bis 1907 war sie die Vorsitzende des Dänischen Frauenrates (Dansk Kvinderaad) und wurde 1919 Ehrenmitglied.
Falbe-Hansen wurde 1914 mit Fortjenstmedaljen und 1915 mit der schwedischen Goldmedaille Litteris et Artibus ausgezeichnet.
Ida Falbe-Hansen starb am 23. September 1922 im Kopenhagener Distrikt Frederiksberg. Sie wurde auf dem Frederiksberg Ældre Kirkegård beigesetzt.

## Veröffentlichungen
Als wegbereitende Schwedischlehrerin veröffentlichte Falbe-Hansen mehrere Lehrbücher, die die schwedische Literatur in Dänemark förderten. Zusammen mit ihrer Mitbewohnerin Elisabeth Grundtvig übersetzte sie ab 1891 die Werke der schwedischen Nobelpreisträgerin Selma Lagerlöf, mit der die beiden oft Briefe wechselten, ins Dänische. Außerdem schrieb sie ein schwedisch-dänisch-norwegisches Wörterbuch. Ihre jahrzehntelange literaturhistorische Forschung, besonders zur Romantik und zu deren Vorläufern, schlug sich in mehreren Analysen und Editionen nieder. Auf ihre Initiative hin wurde 1885 die Zeitschrift Kvinden og Samfundet („Die Frau und die Gesellschaft“) der Dänischen Frauenvereinigung gegründet.

## Bibliographie (Auswahl)
- Den ny Eventyrbog. Gyldendal, Kopenhagen 1873 (dänisch, übersetzt etwa „Das neue Märchenbuch“).
- Selma Lagerlöf: Gösta Berlings Saga: Fortællinger fra det gamle Vermland. Gyldendal, Kopenhagen 1892 (dänisch, digitalisiert im Projekt Runeberg – übersetzt etwa „Gösta Berlings Geschichte: Erzählungen aus dem alten Värmland“; Ida Falbe-Hansens Übersetzung von Gösta Berlings saga).
- Selma Lagerlöf: Lille Niels Holgersens vidunderlige Rejse med Vildgæssene: En Bog om Sverige. Gyldendal, Kopenhagen und Kristiania 1908 (dänisch, übersetzt etwa „Klein-Niels Holgersens wunderbare Reise mit den Wildgänsen: Ein Buch über Schweden“; Ida Falbe-Hansens Übersetzung von Nils Holgerssons underbara resa genom Sverige).
- Svensk-dansk-norsk Ordbog. Gyldendal, Kopenhagen und Kristiania 1912 (schwedisch, dänisch, norwegisch, Schwedisch-dänisch-norwegisches Wörterbuch).
- Gamle danske Folkeviser. 1917 (dänisch, übersetzt etwa „Alte dänische Volkslieder“).
- Øhlenschlægers nordiske Digtning og andre Afhandlinger. Aschehoug, Kopenhagen 1921 (dänisch, übersetzt etwa „Øhlenschlægers nordische Dichtung und andere Abhandlungen“).